# Sztálin (film, 1992)
A Sztálin egy 1992-ben bemutatott, politikai dráma műfajú tévéfilm, amelyben a címszereplő Joszif Visszarionovics Sztálint Robert Duvall játssza. A film az HBO produkciója volt, Ivan Passer rendezte, és a diktátor életét dolgozza fel 1917-től 1953-ig. Ez volt az első amerikai produkció, amely engedélyt kapott arra, hogy a Kreml épületében forgasson.
A forgatás a Szovjetunióban, illetve Budapesten zajlott, előbbi esetében különleges engedéllyel arra, hogy történelmi helyszíneket is bemutasson, mindezt hetekkel az államalakulat szétesése előtt. Az eredeti helyszíneken történő forgatás és Mark Carliner producer azon kijelentése ellenére, miszerint a film az igazságra reflektál, több történész szerint a film többet foglalkozik Sztálin karakterével, mint a történelmi eseményekkel. Dicsérettel illették viszont Duvall játékát a főszerepben, ahogy Julia Ormondét is Nagyesda Allilujeváéban, valamint Zsigmond Vilmos operatőri munkáját. A filmet négy Emmy-díjjal és három Golden Globe-díjjal jutalmazták.

## Cselekmény
Szvetlana Allilujeva, Sztálin lánya felidézi, milyen volt, amikor az apja visszatért a szibériai száműzetésből, hogy részt vegyen az első világháborúban, de a jelentkezését elutasítják. Folytatja a küzdelmeit a cár ellen, majd 1917-ben ott van a vasútállomáson az elvtársaival, amikor Vlagyimir Iljics Lenin hazatér. Az októberi forradalom győzelme után új kormány alakul, Lenin vezetésével. A fiatal Nagyezsda Allilujeva lesz a titkárnője a vezetőknek, akinek imponáltak Sztálin tettei a forradalom alatt, és végül összeházasodnak.
Sztálin elszánt és kegyetlen, és arra is képes, hogy kivégeztessen több tisztet, ami miatt Lev Trockij panaszt tesz Leninnél. Az értelmiségi Trockij döbbenetére Lenin megvédi Sztálint és a módszereit. Később Sztálin és Trockij közt viszály tör ki Lenin öröksége miatt. Mikor Lenin stroke-ot kap, Sztálin minden lehetőséget megragad, hogy Trockijt eltávolítsa a hatalom közeléből és magát nevezze meg örökösként. Hozzá hűséges emberekkel veszi magát körül, mint Grigorij Zinovjev és Lev Kamenyev. Lenin halála után Sztálin lesz a Szovjetunió vezetője, és első döntéseként száműzi Trockijt.
Megkezdi a kuláktalanítást és a titkosrendőrséggel tisztogatásba kezd, amelyet a párton belül is levezényel, Lavrentyij Berija vezetésével. Amikor az első házasságából származó fia, Jakov öngyilkosságot kísérel meg, mert nem engedi, hogy zsidó nőt vegyen feleségül, Nagyezsda megdöbben férje embertelensége láttán és visszaköltözik a szüleihez. El is szeretne tőle válni, de fél, hogy emiatt a szüleit éri majd retorzió, ezért inkább visszaköltözik Moszkvába. A visszafelé tartó vonatúton látja, ahogy több ellenálló parasztot lelőnek vagy deportálnak, ezért számonkéri Sztálint, miközben az egy hatalmas ünnepséget tart. Sztálin megfenyíti és megalázza őt, aminek hatására Nagyezsda öngyilkos lesz. A veszteséget Sztálin csendes gyásszal és dühvel dolgozza fel, amiért a nő "elárulta" őt. Ezután hatalmas iparosítási projektbe kezd, hogy a Szovjetunió világhatalom lehessen.
Leningrádban ellenállás szerveződik Sztálin ellen, Szergej Kirov helyi párttitkár vezetésével. Sztálin elteteti őt láb alól, majd a gyilkosságot koncepciós perek konstruálására használja fel, és megvalósítja a nagy tisztogatást: megöleti vagy bebörtönözteti kritikusait és korábbi szövetségeseit, akiket bűneik bevallására kényszerít. Nyikolaj Buharin aggódni kezd és kételyeit fejezi ki az eljárások törvényességével kapcsolatosan. Végül aztán őt is, Kamenyevet és Zinovjevet is, de még Grigorij Ordzsonokidzét is, Sztálin régi jó barátját, kivégzik.
Sztálin végignézi, ahogy Németország annektálja Ausztriát, bálványozva Adolf Hitlert azért, mert megszerzi, amit akar. Azt nem hajlandó elismerni, hogy akár a Szovjetuniót is megtámadhatja, ezért őszintén megdöbben, amikor 1941 nyarán ez bekövetkezik. Miután túlteszi magát a sokkon, ellentámadást jelent be és azt, hogy megesküszik, hogy nem adják meg magukat. Fiát, aki ekkor már tüzérségi tiszt, elfogják a németek, Sztálin pedig megtagadja őt. A németek elleni győzelmet követően Sztálin egyre inkább visszahúzódó életet él, és mindenütt, még a saját belső köreiben is összeesküvést gyanít. Halálos ágyán egyedül Nagyesda halálát bánja meg.
A záró jelenetekben Szvetlana meglátogatja apja közszemlére helyezett holttestét, majd a narrátor megjegyzi, hogy Sztálin bűntettei miatt több millió szovjet állampolgár halt meg.

## Szereplők
| Szerep                                                   | Színész                 | Magyar hangja (1. szinkron) |
| -------------------------------------------------------- | ----------------------- | --------------------------- |
| Joszif V. Sztálin                                        | Robert Duvall           | Ujlaki Dénes                |
| Nagyezsda Allilujeva, Sztálin felesége                   | Julia Ormond            | Tóth Enikő                  |
| Szvetlana Allilujeva, Sztálin leánya * fiatalon * idősen | Joanna Roth (csak hang) | Csellár Réka Margitai Ági   |
| Vlagyimir Iljics Lenin                                   | Maximilian Schell       | Gosztonyi János             |
| Nyikolaj Buharin                                         | Jeroen Krabbé           | Gáti Oszkár                 |
| Olga Allilujeva                                          | Joan Plowright          | Czigány Judit               |
| Szergej Allilujev                                        | Frank Finlay            | Makay Sándor                |
| Lev Trockij                                              | Danielle Massey         | Dunai Tamás                 |
| Lev Kamenyev                                             | Emil Wolk               | Végvári Tamás               |
| Grigorij Zinovjev                                        | Bálint András           | (saját hangján)             |
| Kliment Vorosilov                                        | John Bowe               | Konrád Antal                |
| Szergo Ordzsonikidze                                     | Jim Carter              | Kristóf Tibor               |
| Zinajda (Zina) Ordzsonikidze                             | Stella Gonet            | Hámori Ildikó               |
| Szergej Kirov                                            | Kevin McNally           | Benkő Péter                 |
| Vjacseszlav Molotov                                      | Clive Merrison          | Szersén Gyula               |
| Lazar Kaganovics                                         | Levan Ucsaneisvili      | Sinkovits-Vitay András      |
| Genrih Jagoda                                            | Colin Jeavons           | Versényi László             |
| Nyikolaj Jezsov                                          | Usztics Mátyás          | (saját hangján)             |
| Lavrentyij Berija                                        | Roshan Seth             | Reviczky Gábor              |
| Nyikita Hruscsov                                         | Murray Ewan             | Horkai János                |
| Nagyezsda Krupszkaja                                     | Miriam Margolyes        | Győri Ilona                 |
| Jakov Dzsugasvili                                        | Ravil Iszjanov          | Schnell Ádám                |

## Háttere
Az 1988-as "Katasztrófa a rakétatámaszponton" című film készítése vezetett ahhoz, hogy Mark Carliner producer filmet akart készíteni Sztálinról. Ezen produkciót ugyanis egy szovjet delegáció egyik tagja, akik épp az Egyesült Államokban tartózkodtak, látta az ABC csatornán. Tetszett neki az antinukleáris tematikája, ezért meghívta Carlinert a Szovjetunióba, hogy tartson előadásokat. A filmet is bemutatták, amelyet a szovjet közönség jól fogadott. Ezek a kapcsolatok sokat segítettek később abban, hogy eredeti helyszíneken forgathasson.
Carliner behatóan tanulmányozta az orosz történelmet a Princetoni Egyetemen, és végül elhatározta, hogy megvalósítja tervét. Az ABC-nél azonban nemet mondtak, szerintük ugyanis túl drága és kockázatos lett volna. Az HBO főnöke, Michael J. Fuchs azonban szintén dédelgetett hasonló terveket, ezért ő felkarolta a projektet. Körülbelül két évig tartott az előkészítő munka, melynek során szovjet hivatalnokok segítségét kérték - olyanokét, akiknek Sztálin korszaka volt a szakterületük, és a segítségükkel számos irathoz és történelmi feljegyzéshez férhettek hozzá.
1991 júliusában úgy jelentették be a projektet, mint "az első őszinte, személyes beszámoló a Szovjetunió ellentmondásos személyiségű, diktátor-keresztapjáról". Carliner kiemelte, hogy a film nemcsak egy életrajzi film, hanem egy gengszterfilm is. A költségvetés kb. 9-10 millió dollár között mozgott.
A főszerepre eleinte Al Pacino volt a legesélyesebb jelölt, helyette azonban Robert Duvall lett a befutó. Duvall pár hónappal korábban visszautasította, hogy eljátssza Sztálint "A legbelsőbb körök" című filmben, a gázsi körüli problémák miatt, ezúttal azonban igent mondott. Carliner azért nem akarta első körben őt a szerepre, mert a testalkata inkább Leninre emlékeztetett. Duvall volt az, aki ragaszkodott hozzá, hogy Ivan Passer rendezze a filmet, amit végül el is ért, habár az előkészületeknek csak egy igen kései fázisában. Passer, akinek a prágai tavasz eseményei miatt el kellett hagynia Csehszlovákiát, ebből kifolyólag különleges kapcsolatot ápolt a filmmel.
Ahhoz, hogy Duvall fizimiskája Sztálinéhoz váljon hasonlóvá, az Oscar-díjas maszkmester Stephan Dupuis segítségét kérték. Az alapvető probléma az volt, hogy Duvallnak mélyen ülő kék szemei voltak, lágy tekintete, kopasz feje és kis orra - ezzel szemben Sztálinnak markáns arcvonásai, sötétebb bőre, és barna, mongoloid vonásokat mutató szemei voltak. Dupuis fényképeken tanulmányozta mindkettejük arcát, hogy fellelje az apró különbségeket. Elutazott Duvall ranch-ára, tanulmányozta az arcát, majd abból készített egy agyagmaszkot, és azon kísérletezve  hozta létre a tökéletes fizimiskát. A végső változat csak egy héttel a forgatás előtt készült el, az orosz helyszíneken történő forgatáskor pedig egy mobil stúdió végezte a maszkmesteri munkát.
1991. augusztus 18-án Passer és Carliner Moszkvába utaztak, hogy megkeressék az ideális forgatási helyszíneket. Az Oktyabrszkaja hotelben szálltak meg, történetesen ugyanott, ahol az augusztusi puccsot szervező ellenzékiek is. Mikor a hadsereg felsorakozott a Kreml körül, ők azonnal Magyarországra repültek, tartva attól, hogy majd tévedésből CIA-ügynöknek nézik őket. Budapestre érve Carliner attól tartott, hogy most két év munkája megy füstbe, Passer pedig azt javasolta, hogy akkor forgassák a filmet le Budapesten. Másnap felhívta őket Leonyid Verescsagin, az orosz kormány kulturális tanácsadója, és azt mondta nekik, hogy a puccsnak napokon belül vége lesz. Felismerve, hogy ennek milyen propagandaértéke lehet, végül átgondolták, és három nappal a puccs vége után vissza is tértek Moszkvába. Néhány beltéri jelenetet Magyarországon vettek fel, még mielőtt a teljes stáb átutazott volna.
A forgatókönyv Paul Monash tervei alapján készült, amelyet Paul Jarrico írt át. Jarrico 1939-ben lett az Amerikai Kommunista Párt tagja, és feketelistára tették a McCarthy-korszakban. Ő 26 oldalt kivett belőle, és átírta a kezdést, valamint azokat a jeleneteket, ahol kimutatják a Kirov kivégzése miatti félelmeket. Buharin szerepét kibővítette és meghosszabbította a beszédét az erőszakos kollektivizálásról, kiegészítve a lenini útra történő visszatéréssel. Bekerült két új jelenet is, melyekben Sztálin Makszim Litvinov diplomatával beszél egy esetleges megegyezésről a németekkel, mert nem hitte el, hogy támadni fognak. Monashnak nem tetszettek a változtatások, az HBO pedig emiatt nem akarta véleményezni a végső változatot és fizetni sem akart. Jarrico, aki úgy érezte, hogy meglopták 13 ezer dollárral, és 3 nappal a határidő után is dolgozott vele, a forgatókönyvírók szakszervezetéhez fordult. Végül kifizettek neki 8 ezer dollárt és járulékos költségeket, de a legtöbb általa írt jelenetet kivették. A végleges forgatókönyvet a színészek két héttel a forgatás kezdete előtt kapták meg.
Duvall a Szovjetunióban tanulmányozta Sztálint: megtekintett róla régi videókat, könyveket olvasott róla, és beszélt régi munkatársaival. Végül aztán rá kellett jönnie, hogy igazából senki nem tud semmit Sztálinról, még Hitlerről is többet lehetett tudni, mint róla. Mivel nem talált semmi használható információt, maga alakította ki a karaktert. Nehezére esett "intellektualizálni" Sztálint, akinek a karakterében ellentmondásokat keresett, hogy néhány aspektusát kiemelje. Azt is elmondta, hogy a színészi játékhoz szükséges volt beleélnie magát Sztálin nézőpontjába, aki saját magát egy átlagos embernek tartotta, és egyáltalán nem látta magát gonosznak. Egyfajta shakespeare-i karakterként képzelte el Sztálint, akit mindenütt árulás, szervezkedés és hitszegés vesz körül. Ennek érdekében találkozott Dimitrij Volkogonov nyugalmazott tábornokkal, és történésszel, aki megadta neki a kulcsát ahhoz, hogyan játssza el a "blokkolt lelkiismeretet". Egy másik történésztől tudta meg, hogy Sztálinnak lételeme volt az ellenségkeresés, az erőszakossága pedig egy látens öngyűlöletből fakadt. Sztálin korábbi testőrétől tudta meg, hogyan járt és beszélt a diktátor, és hogy egyébként nagyon zárkózott személyiség volt. Duvall szerint Sztálin egy különös és összetett karakter, egy kiszámíthatatlan utcai gengszter paraszti ravaszsággal.
Julia Ormond, aki Nagyesda Allilujevát játszotta, ugyanezekkel a gondokkal küzdött. Gyakorlatilag a lánya, Szvetlana által írt "Húsz levél egy barátnak" című művön kívül semmit nem talált róla. Ezért ő a karaktert "romantikus idealistaként" alakította, nagy szabadságvággyal, aki a hősébe, Sztálinba lesz szerelmes, és ahogy fokozatosan jön rá a valóságra, úgy lesz egyre inkább reményvesztett. A karakterbe egy orosz nő tanácsára vitt egy kicsivel több apatikusságot, ugyanis szerinte Allilujeva mentálisan is belerokkant a történtekbe.
Lenin szerepe nem túl nagy, hiszen már a film 35. percében meghal. Őt Maximillian Schell alakította, aki minden jelenete előtt magnószalagról hallgatta a beszédeit. Inkább imitálni akarta a karaktert, mint érezni azt, mert Schellben volt egy nagyfokú ellenérzés Lenin iránt, ezért azt a testbeszédével egészítette ki.
A forgatások 1991 októberében kezdődtek, gyakorlatilag kizárólag eredeti helyszíneken.Így Sztálin kuncevói dácsájában, börtönökben, a kijevi vasútállomáson, és a Kremlben. Miközben az orosz Fehér Házban forgattak, egy emelettel alattuk Mihail Gorbacsov intézte az államügyeket. Carlinert figyelmeztették barátai, hogy esetleg furcsa nehézségekkel nézhetnek szembe. A hét hétig tartó forgatás alatt a statiszták nagyobb bért követeltek és emiatt sztrájkoltak. A sofőrök gyakran már reggel 8 órakor részegek voltak, egy nyúlvadászos jelenetben pedig forgatás közben jöttek rá, hogy egy nemzeti parkban vannak, ahová tilos a belépés. Lenin mauzóleumának igazgatója, Alekszander Scsefov egy keményvonalas konzervatív volt, aki kritizálta a produkciót és ott késleltette, ahol tudta. A KGB sem könnyítette meg a dolgukat: egy alkalommal egy harmincfős stábnak kellett közel hét órát várakoznia, mielőtt beléphettek volna a Kremlbe. Az épületen belül nem volt a világításnak megfelelő áramforrás, mert a KGB attól tartott, hogy az a saját eszközeiktől vonná el az áramot, ezért négy-öt órába telt arra is rájönni, hogyan ne terheljék túl a rendszert.
Miután Sztálin halálának a jelenetét leforgatták a dácsában, áramszünet lett. Néha azért nem tudtak forgatni, mert a statiszták nem jelentek meg. Sztálin győzelmi beszédében eredetileg benne volt egy lakoma is. A forgatást reggel nyolc órakor kezdték volna, de a statisztákat akkor még sminkelték, közel tíz kilométerre onnan. Csak nyolc órával később sikerült bejutniuk, és ekkor már annyira éhesek voltak, hogy a forgatás kezdete előtt megettek mindent. Ormond, akit összetévesztettek egy prostituálttal a hotel előtt, úgy vélte, hogy ezek szándékos szabotázsok voltak a forgatás ellehetetlenítésére.
Duvallt minden nap két maszkmester maszkírozta el, átlagosan négy órai munkával, ami a vége felé megvolt 75 perc alatt is. A filmet végül 9 hét alatt forgatták le, heti hat napon. 1991. december 21-én, ugyanaznap, amikor a Szovjetunió feloszlott, leforgatták az utolsó jelenetet a dácsában.
Hogy kipróbálják a maszkjaik hitelességét, Duvall és Schell kimentek az utca emberei közé, mint Lenin és Sztálin. Schellt gyakran észre sem vették, Duvall pedig számos negatív reakcióban részesült.